# Wainia lonavlae
Wainia lonavlae är en biart som beskrevs av Borek Tkalcu 1980. Wainia lonavlae ingår i släktet Wainia och familjen buksamlarbin. Inga underarter finns listade i Catalogue of Life.